# Mal de muntanya (cançó)
«Mal de muntanya» és una cançó en català del grup Remei de Ca la Fresca del 2024, presentada en forma de senzill en ple període de sequera com a primer avançament del seu segon àlbum L'ham de la pregunta.

## Història
Amb un sol cap de setmana es va fe el videoclip que acompanya la cançó, on apareixen els quatre membres del grup amb màscares de suro i vestits d'inspiració de fantasia inspirats en la sèrie d'anime Mononoke ballant feréstegament a la riera d'Arbúcies que pateix l'espoli de Font Agudes, l'empresa embotelladora d'aigua del municipi.
La lletra de la cançó, amb un discurs esmolat i poètic imagina una situació distòpica en què ja no queda res i els animals tenen tanta set que es rebel·len. És una imatge com de ficció lírica que clama contra la privatització de l'aigua i es pregunta de qui és l'aigua del riu, que és com preguntar-se de qui és la muntanya, de qui és la natura o de qui és la Terra. «Mal de muntanya» posa en dubte els discursos oficials i apunta els culpables amb ànim de lucre: «Mentre assenyalen cap a l'altra banda / Que som nosaltres, els pobres morts de gana / Els responsables! / Mal de muntanya, us colgui en terra!».
El 2025, «Mal de muntanya» va ser una de les vuit cançons finalistes del Premi Cerverí de lletres per a cançó juntament amb «Turons» d'Anna Andreu, «Mon cherie go home» de Maria Jaume & Fades, «1 cúmbia amb el Guillem» de Muskhaa & Guillem Gisbert, «Al bell mig un animal» de Namina & The Barbarians, «A la gandula» d'El Pony Pisador & Joan Garriga, «Em plou a dins» de Judit Neddermann, i «Recorda (o oblida)» de Mar Pujol & Henrio.